# Comunità Montana dell’Ufita
Die Comunità Montana dell'Ufita ist eine italienische Berggemeinschaft in der  Provinz Avellino, Region Kampanien.
Die Gebietskörperschaft umfasst siebzehn Gemeinden rund um die Täler Ufita und Cervaro im Südlichen Apennin. 
In den siebzehnköpfigen Rat der Comunità entsenden die Gemeinderäte der beteiligten Kommunen je ein Mitglied.

## Mitglieder
Die Comunità umfasst folgende Gemeinden:
| - Carife - Casalbore - Castel Baronia - Flumeri - Frigento - Greci - Montaguto - Montecalvo Irpino - San Nicola Baronia | - San Sossio Baronia - Savignano Irpino - Scampitella - Trevico - Vallata - Vallesaccarda - Villanova del Battista - Zungoli |